# Spreading Santorum
|               |  |            |
| Rick Santorum |  | Dan Savage |

Spreading Santorum is een internetfenomeen met bijbehorende website waarbij het neologisme santorum gedefinieerd wordt als een mengsel van glijmiddel en uitwerpselen. Het neologisme werd in 2003 door Dan Savage geïntroduceerd naar aanleiding van negatieve uitlatingen van Amerikaans politicus Rick Santorum over homoseksualiteit, die de definitie van het woord huwelijk betrok bij zijn argumentatie tegen het homohuwelijk.
Savage riep zijn lezers op een definitie voor santorum in te zenden en maakte een website om de term te promoten. De winnende definitie was:

The frothy mixture of lube and fecal matter that is sometimes the byproduct of anal sex.

(Het schuimend mengsel van glijmiddel en uitwerpselen dat soms het bijproduct is van anale seks.)

Een googlebom werd losgelaten, waardoor bij het zoeken op de term santorum deze definitie bij de eerste resultaten staat.
Rick Santorum heeft zich in diverse interviews kritisch uitgelaten over dit internetfenomeen. In 2010 bood Savage aan de website uit de lucht te halen als Santorum vijf miljoen dollar zou doneren aan de homobeweging. Santorum ging daar niet op in.
De verspreiding van het woord in druk en vooral op het internet kan ten onrechte de indruk wekken dat het woord veel gebruikt wordt.